# Bogowie Marsa
Bogowie Marsa (tyt. oryg. The Gods of Mars) – druga część cyklu science fantasy o przygodach Johna Cartera na Marsie. Powieść napisał Edgar Rice Burroughs, a po raz pierwszy została wydana w 1914.
Polski przekład książki ukazał się w 2016 roku, 102 lata po oryginalnym wydaniu, nakładem wydawnictwa Solaris
Po dziesięciu latach pobytu na Ziemi John Carter po raz kolejny, w niewytłumaczalny sposób, przybywa na Marsa. Tym razem przyjdzie mu się zmierzyć z o wiele potężniejszymi przeciwnikami. Na jego drodze do szczęścia staną pradawne rasy Thernów oraz Pierworodnych zamieszkujących owiane religijnym mitem tereny w pobliżu ujścia świętej rzeki Issis oraz brzegi Zaginionego Morza Korus.